# Troy Fumagalli
Troy Fumagalli (Aurora, 17 febbraio 1995) è un giocatore di football americano statunitense che milita nel ruolo di tight end per i San Francisco 49ers della National Football League (NFL).

## Carriera

### Denver Broncos
Fumagalli fu scelto nel corso del quinto giro (156º assoluto) del Draft NFL 2018 dai Denver Broncos. Il 1º settembre 2018 fu inserito in lista infortunati, perdendo tutta la sua prima stagione. Il suo primo touchdown lo segnò nella settimana 11 della stagione 2019 contro i Minnesota Vikings.